# Plataea mexicana
Plataea mexicana là một loài bướm đêm trong họ Geometridae.